# Vilkiaušio miškas
Vilkiaušio miškas este o arie protejată (arie specială de conservare — SAC, sit de importanță comunitară — SCI) din Lituania întinsă pe o suprafață de 139,19 ha, integral pe uscat.

## Localizare
Centrul sitului Vilkiaušio miškas este situat la coordonatele 56°10′57″N 23°33′17″E / 56.1825°N 23.5548°E.

## Înființare
Situl Vilkiaušio miškas a fost declarat sit de importanță comunitară în februarie 2009 pentru a proteja 1 specie de plante. Situl a fost protejat și ca arie specială de conservare în august 2020.

## Biodiversitate
Situată în ecoregiunea boreală, aria protejată conține 2 habitate naturale: Păduri caducifoliate bătrâne naturale hemiboreale fino-scandinave (Quercus, Tilia, Acer, Fraxinus sau Ulmus) bogate în specii epifite, Păduri caducifoliate de mlaștină fino-scandinave.
La baza desemnării sitului se află o specie protejată de  plante: turiță (Agrimonia pilosa).
Pe lângă speciile protejate, pe teritoriul sitului au mai fost identificate 1 specie de plante.